# 育民乡
育民乡，是中华人民共和国吉林省长春市榆树市下辖的一个乡镇级行政单位。

## 行政区划
育民乡下辖以下地区：
育民村、全民村、爱民村、繁荣村、富强村、保田村、三义村、双发村、永安村、莲山村、五莲村和丰乐村。